# Уго Локателлі
Уго Локателлі (італ. Ugo Locatelli, * 5 лютого 1916, Тосколано-Мадерно — † 28 травня 1993, Турин) — колишній італійський футболіст, півзахисник.
Насамперед відомий виступами за клуби «Інтернаціонале» та «Ювентус», а також національну збірну Італії.
Дворазовий чемпіон Італії. Дворазовий володар Кубка Італії. У складі збірної — олімпійський чемпіон, чемпіон світу. 

## Клубна кар'єра
У дорослому футболі дебютував 1932 року виступами за команду клубу «Брешія», в якій провів чотири сезони, взявши участь у 53 матчах чемпіонату. 
Протягом 1934—1935 років захищав кольори команди клубу «Аталанта».
Своєю грою за останню команду привернув увагу представників тренерського штабу клубу «Інтернаціонале», до складу якого приєднався 1936 року. Відіграв за «нераззуррі» наступні п'ять сезонів своєї ігрової кар'єри. Більшість часу, проведеного у складі «Інтернаціонале», був основним гравцем команди. Двічі ставав чемпіоном Італії, виборював Кубок країни.
1941 року перейшов до клубу «Ювентус», за який відіграв 8 сезонів.  Граючи у складі «Ювентуса» також здебільшого виходив на поле в основному складі команди. За цей час виборов титул володаря Кубка Італії. Завершив професійну кар'єру футболіста виступами за команду «Ювентус» у 1949 році.

## Виступи за збірну
1936 року дебютував в офіційних матчах у складі національної збірної Італії. Протягом кар'єри у національній команді, яка тривала 5 років, провів у формі головної команди країни 22 матчі. 
У складі збірної був учасником  футбольного турніру на Олімпійських іграх 1936 року у Берліні, здобувши того року титул олімпійського чемпіона, а також чемпіонату світу 1938 року у Франції, здобувши того року титул чемпіона світу.

## Титули і досягнення
- Олімпійський чемпіон: 1936
- Чемпіон світу (1):

1938
- Чемпіон Італії (2):

«Амброзіана-Інтер»:  1937–38, 1939–40
- Володар Кубка Італії (2):

«Амброзіана-Інтер»:  1938–39
«Ювентус»:  1941–42